# Vuvuzela

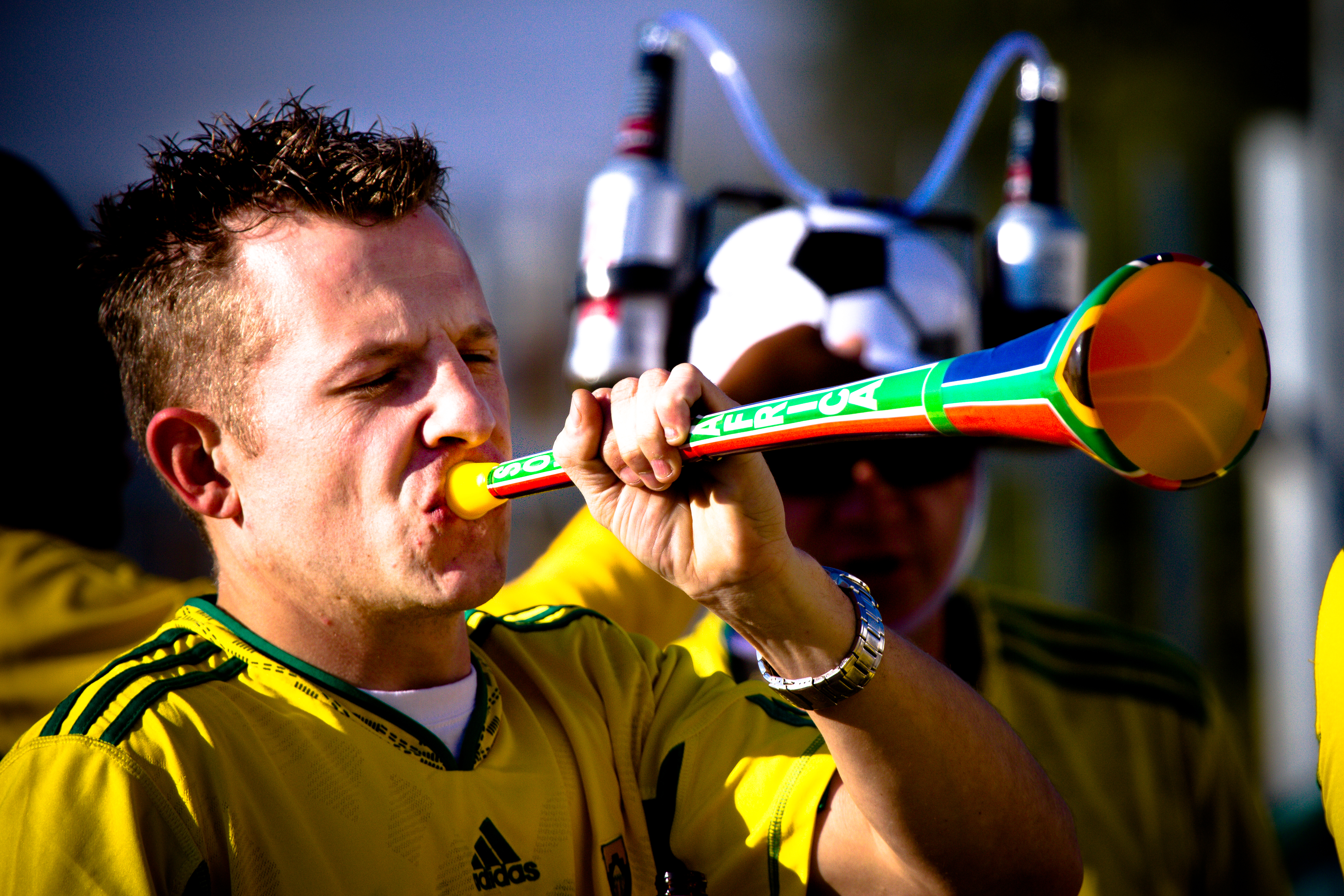
A hangszer megszólaltatása

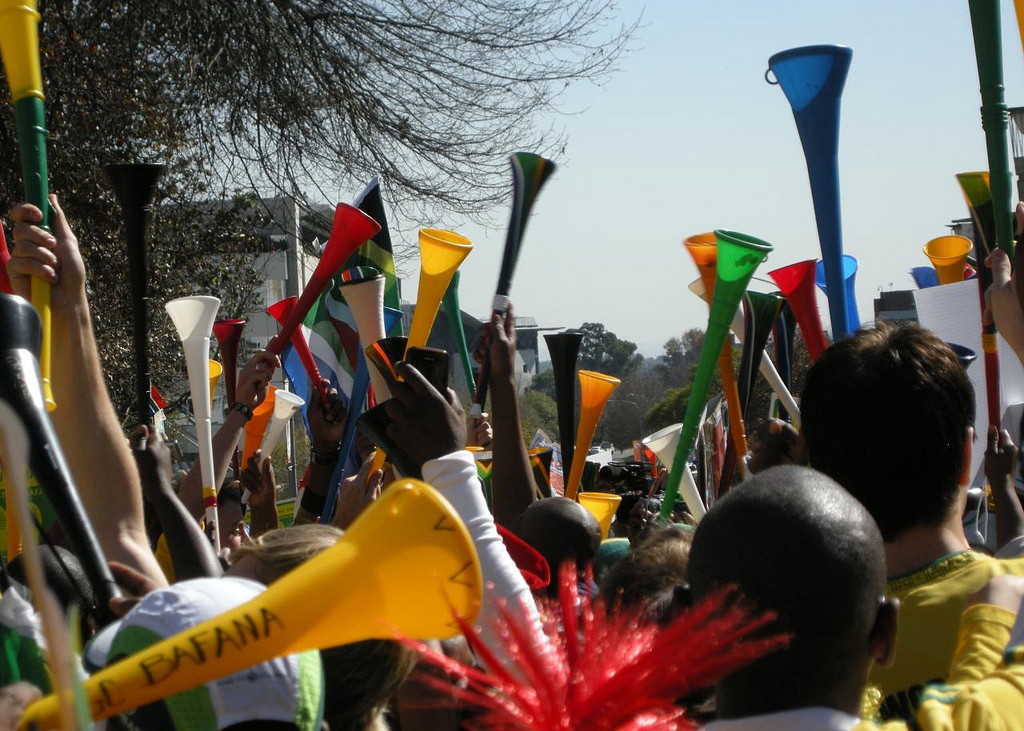
Színes darázskürtök koncertje

A vuvuzela (zulu eredetű szó, jelentése: vú-vú hangot kelteni; ismert még lepatata (tswana nyelven), vagy darázskürt néven) egy dél-afrikai kürt. A tölcséres fúvókájú hangszerek családjába tartozik, kúpos furatú, B hangolású. Tipikusan 60–65 cm hosszú, de leghosszabb példányai az egy métert is elérik. Általában futballmérkőzéseken fújják a szurkolók.
Az 1990-es években még bádogból készült, 2001-ben a dél-afrikai Masincedane Sport cég kezdte el tömegesen gyártani műanyagból. A hangszerek körülbelül 3-4 euróba kerülnek. A két nagy dél-afrikai futballcsapat, a Kaizer Chiefs és az Orlando Pirates mérkőzéseinek jellemzője a vuvuzela használata. A Kaizer szurkolóinak sárga, míg az Orlandóéinak fekete-fehér vuvuzeláik vannak.
A 2009-es konföderációs kupán sok külföldi szurkoló és tévénéző kritikáját váltotta ki a hangkeltő eszköz zümmögésre hasonlító erős hangja. A dél-afrikai futballrajongók szerint ugyanakkor a több ezer vuvuzela izgalmas légkört teremt a stadionban, csakúgy mint más országokban a dobok, trombiták. Csakhogy a vuvuzelák hangja 127 decibelnél nagyobb erősségű is lehet, azaz hangosabb például a játékvezető sípjánál (ezek általában 120 decibelre vannak kalibrálva), és a szurkolói dobokénál is (amik szintén kb. hasonló hangerőre képesek), valamint a síp és a dobok általában nem szólnak folyamatosan. További probléma, hogy a folyamatos, hangos zaj a játékosok koncentráció-képességét is ronthatja, különösen annak ismeretében, hogy a bíró sípját sem feltétlenül hallják meg, további extra figyelemre van szükségük.
A hangszerrel elkövetett bántalmazások miatt 2008 júliusáig be volt tiltva a használata, azonban ekkor újra engedélyezték. Az ellenzői közül sokan kérték a nemzetközi labdarúgó-szövetséget, a FIFA-t, hogy a 2010-es labdarúgó-világbajnokságra tiltsa be a hangszert, a világbajnokság alatt a tévécsatornák is tiltakoztak a zaj miatt. A vb szervezőbizottságának szóvivője ugyanakkor azt nyilatkozta, hogy ez része a kultúrának és a világbajnokság ünneplésének.
Később világszerte sok helyen, Magyarországon három futballpályán betiltották a kellemetlen hangú darázskürtöt.